# Los Hollister
Los Hollister (The Happy Hollisters, en su título original) es una serie de 33 libros de literatura infantil escrita por el estadounidense  Andrew E. Svenson (1910-1975), bajo el seudónimo de Jerry West e ilustrada originalmente por Helen S. Hamilton.

## Argumento
Los libros relatan las aventuras de una familia estadounidense de clase media que habitualmente se ve envuelta en misterios y crímenes que siempre termina por resolver. La familia, que vive en Pine Lake en Shoreham, se compone de cinco niños, sus padres, más una familia de gatos y un perro.
Pete es el mayor de los hijos y tiene 12 años. Pam, o Pamela, tiene diez años de edad, le encantan los deportes,los animales y es muy aventurera. Ricky es pelirrojo, tiene 7 años de edad y es muy travieso y Holly es una chica de 6 años de edad y por último la pequeña es Sue, de cuatro años.
Su padre, el señor Hollister, es dueño de una tienda de artículos deportivos y juguetes llamada Trading Post. La señora Hollister trata de ayudar a sus hijos a resolver misterios y siempre está dispuesta con consejos prácticos para la resolución de las pistas.
Joey Brill y Will Wilson aparecen como rivales de la familia Hollister en la mayoría de los libros. Aunque en realidad no se les pueda considerar como villanos, sí aparecen como obstáculos para resolver los misterios.

## Listado de títulos
1. Los felices Hollister (The Happy Hollisters) (n.º 1 en la publicación original)
2. Los Hollister van al río (The Happy Hollisters on a River Trip) (n.º 2 en la publicación original)
3. Los Hollister en el castillo de roca (The Happy Hollisters and the Castle Rock Mystery) (n.º 23 en la publicación original)
4. Los Hollister y las monedas de la suerte (The Happy Hollisters and the Secret of the Lucky Coins) (n.º 22 en la publicación original)
5. Los Hollister y el ídolo misterioso (The Happy Hollisters and the Mystery of the Totem Faces) (n.º 15 en la publicación original)
6. Los Hollister en Suiza (The Happy Hollisters and the Swiss Echo Mystery) (n.º 25 en la publicación original)
7. Los Hollister van al circo (The Happy Hollisters at Circus Island) (n.º 8 en la publicación original)
8. Los Hollister en Dinamarca (The Happy Hollisters and the Mystery of the Little Mermaid) (n.º 18 en la publicación original)
9. Los Hollister en una aventura espacial (The Happy Hollisters and the Mystery at Missile Town) (n.º 19 en la publicación original)
10. Los Hollister van al oeste (The Happy Hollisters and the Cowboy Mystery) (n.º 20 en la publicación original)
11. Los Hollister en el mar (The Happy Hollisters at Sea Gull Beach) (n.º 3 en la publicación original)
12. Los Hollister y el tesoro indio (The Happy Hollisters and the Indian Treasure) (n.º 4 en la publicación original)
13. Los Hollister y el reloj de cuco (The Happy Hollisters and the Cuckoo Clock Mystery) (n.º 24 en la publicación original)
14. Los Hollister y la bruja dorada (The Happy Hollisters and the Mystery of the Golden Witch) (n.º 30 en la publicación original)
15. Los Hollister y el viejo barco (The Happy Hollisters and the Old Clipper Ship) (n.º 12 en la publicación original)
16. Los Hollister y el carnaval de hielo (The Happy Hollisters and the Ice Carnival Mystery) (n.º 16 en la publicación original)
17. Los Hollister en la isla de las tortugas (The Happy Hollisters and the Sea Turtle Mystery) (n.º 26 en la publicación original)
18. Los Hollister en Italia (The Happy Hollisters and the Punch and Judy Mystery) (n.º 27 en la publicación original)
19. Los Hollister en el campamento de nieve (The Happy Hollisters at Snowflake Camp) (n.º 6 en la publicación original)
20. Los Hollister y el secreto del fuerte (The Happy Hollisters and the Secret Fort) (n.º 9 en la publicación original)
21. Los Hollister contra los ladrones (The Happy Hollisters and the Scarecrow Mystery) (n.º 14 en la publicación original)
22. Los Hollister y el misterio del rancho (The Happy Hollisters at Pony Hill Farm) (n.º 11 en la publicación original)
23. Los Hollister y el secreto de las marmotas (The Happy Hollisters and the Whistle-Pig Mystery) (n.º 28 en la publicación original)
24. Los Hollister y la cueva misteriosa (The Happy Hollisters and the Monster Mystery) (n.º 32 en la publicación original)
25. Los Hollister y la casa encantada (The Happy Hollisters and the Haunted House Mystery) (n.º 21 en la publicación original)
26. Los Hollister y el misterio del centro comercial (The Happy Hollisters and the Trading Post Mystery) (n.º 7 en la publicación original)
27. Los Hollister y la montaña tenebrosa (The Happy Hollisters at Mystery Mountain) (n.º 5 en la publicación original)
28. Los Hollister y el secreto del carrusel (The Happy Hollisters and the Merry-Go-Round Mystery) (n.º 10 en la publicación original)
29. Los Hollister y el tesoro de Puerto Rico (The Happy Hollisters at Lizard Cove) (n.º 13 en la publicación original)
30. Los Hollister en Nueva York (The Happy Hollisters and the Mystery in Skyscraper City) (n.º 17 en la publicación original)
31. Los Hollister y el misterio del caballo fantasma (The Happy Hollisters and the Ghost Horse Mystery) (n.º 29 en la publicación original)
32. Los Hollister y el ídolo mejicano (The Happy Hollisters and the Mystery of the Mexican Idol) (n.º 31 en la publicación original)
33. Los Hollister y el misterio de los gnomos (The Happy Hollisters and the Mystery of the Midnight Trolls) (n.º 33 en la publicación original)

## Publicaciones
La serie se publicó entre 1953 y 1970. Los primeros 19 volúmenes por la editorial Garden City y el resto por Doubleday.
Los libros han sido traducidos a diez idiomas, entre ellos castellano.

### Publicaciones en castellano
Los 33 títulos de la serie se publicaron en castellano por la Editorial Toray de Barcelona entre los años 1960 y mediados los años 1980 en sus últimas ediciones. Las ilustraciones y la portada corrieron a cargo del dibujante Antonio Borrell. A finales de los años 1970 se rediseñó la portada para las reediciones con dibujos de Salvador Fabà. El orden de los títulos no coincide con el que tenían en su publicación original al inglés (salvo los tomos 1, 2, 16 y 33), dándose el caso de historias conectadas separadas por varios tomos (incluso con la segunda parte precediendo a la primera) y la inclusión de personajes que no serán presentados hasta libros después.

## Influencias
Los personajes están basados en la familia real del autor. En la serie, Pete representaba al verdadero hijo de Svenson, Andrew Jr., Pam a su hija Laura, Ricky a Eric y Holly a Jane. Sue fue una combinación de dos hijas menores de Svenson, Eileen e Ingrid. 
Jane (Svenson) Kossmann ha relatado que su padre introdujo otros personajes reales en la serie, incluyendo a su profesora de estudios sociales, la señora Farber. También cuenta que algunas de las historias en los libros se basan en historias reales de su campamento de las Girl Scouts y de sus hermanos en los Boy Scouts.